# Eemsdelta
Eemsdelta is een Nederlandse gemeente in de provincie Groningen. De gemeente ontstond op 1 januari 2021  na een fusie van de gemeenten Appingedam, Delfzijl en Loppersum. De fusiegemeente telt 45.106 inwoners (22 november 2024, bron: CBS). De gemeente komt exact overeen met de COROP-regio Delfzijl en omgeving.
Eemsdelta moet niet worden verward met de voormalige gemeente Eemsmond, die in 2019 is opgegaan in Het Hogeland.
De verschillende delen van de gemeente worden vanouds tot de landstreken Fivelingo, Hogeland, Oosterhoek en Klei-Oldambt gerekend.

## Geografie

### Kernen
De gemeente bestaat uit 32 kernen:
| Woonplaats (BAG) | Inwoners 2023 |
| ---------------- | ------------- |
| Appingedam       | 11.085        |
| Bierum           | 670           |
| Borgsweer        | 130           |
| Delfzijl         | 15.380        |
| Eenum            | 90            |
| Farmsum          | 1.665         |
| Garrelsweer      | 430           |
| Garsthuizen      | 185           |
| Godlinze         | 245           |
| Holwierde        | 945           |
| Huizinge         | 105           |
| Krewerd          | 80            |
| Leermens         | 175           |
| Loppersum        | 2.540         |
| Losdorp          | 145           |
| Meedhuizen       | 805           |
| Middelstum       | 2.280         |
| Oosterwijtwerd   | 145           |
| Spijk            | 1.645         |
| Startenhuizen    | onbekend      |
| Stedum           | 1.040         |
| 't Zandt         | 965           |
| Termunten        | 335           |
| Termunterzijl    | 305           |
| Toornwerd        | 55            |
| Wagenborgen      | 1.700         |
| Westeremden      | 355           |
| Westerwijtwerd   | 75            |
| Wirdum           | 365           |
| Woldendorp       | 880           |
| Zeerijp          | 410           |
| Zijldijk         | 165           |

### Buurtschappen
Binnen de gemeente liggen de volgende buurtschappen, gehuchten, wierden en streken:
Amsweer, Anderwereld, Arwerd, Baamsum, Bansum, Biessum, Binnen Ae, Boerdam, Bouwtenheerd, Dallingeweer, De Groeve, De Har(de), De Heemen, De Palen, De Pomp, De Vennen, De Weer, Dekkershuizen, Dijkum, Eekwerd, Eekwerderdraai, Eelshuis, Eenumerhoogte, Engeweer, Enzelens, Fiemel, Fraamklap, Garbendeweer, Garreweer, Garsthuizervoorwerk, Geefsweer, Grijzemonnikenklooster, Heveskes, Heveskesklooster, Heveskesvalge, Hoeksmeer, Honderd, Hoogwatum, Ideweer, Jukwerd, Kabofferij, Katmis (onderdeel Holwierde), Klein Wierum, Kleine Leger, Kolhol, Kopaf, Korendijk, Krangeweer, Lalleweer, Langerijp, Laskwerd, Lesterhuis, Lutjeburen, Lutjerijp, Lutjewijtwerd, Marsum, Merum, Nansum, Naterij (Ladysmith), Nienhuis, Nieuwenhuis, Nieuwstad, Nijenklooster, Nooitgedacht, Oldenbosch, Oldenklooster (Feldwerd), Oosterburen, Oosterhuizen, Opmeeden, Oterdum, Oterdumerwarven, Oterdumerwarven, Overtocht, Ozingeweer, Polen, Rodeschool, Schaapbulten, Scheve Klap, Siuksum, Stork, Stuimelderij, 't Noorn, 't Zandstervoorwerk, Terhorn (Molenhorn), Tweehuizen, Uiteinde, Vierburen, Vierhuizen, Wartum, Wartumerklap, Weiwerd, Weiwerdervalge, Westeremder Voorwerk, Wirdumerdraai, Zeshuizen

### Eiland
De zuidelijke helft van het broedvogeleiland Stern in de Voolhok ligt binnen de gemeente.

### Zeehavens
De gemeente telt twee havens: een groot industriehavencomplex bij Delfzijl, Farmsum en de Oosterhorn (Farmsumerhaven, Handelshaven en Oosterhornhaven), die worden beheerd door het havenschap Groningen Seaports, met een binnendijkse en een buitendijkse jachthaven en een jachthaven bij Termunterzijl.

## Voorgeschiedenis

### DEAL
Al in 2008 drongen ondernemers aan op de vorming van een grote gemeente voor het Eemsmondgebied, in het belang van de economische en industriële ontwikkeling. In 2010 vormden de gemeenten Delfzijl, Eemsmond, Appingedam en Loppersum de Werkorganisatie DEAL voor het gemeenschappelijk uitvoeren van een aantal gemeentelijke taken. Mede op aandringen van de provincie, die het aantal gemeenten wenste te beperken om de bestuurlijke slagkracht te vergroten, werd de mogelijkheid voor een fusie onderzocht. 
In 2012 verscheen het rapport Grenzeloos Grunnen van de commissie-Jansen, waarin werd gesteld dat het onontkoombaar was dat er gemeentelijke fusies zouden moeten plaatsvinden om de bestuurlijke taken beter aan te kunnen. Voor Delfzijl werd een samenvoeging voorzien met Appingedam en Loppersum en de Eemshaven, die losgemaakt zou moeten worden van de gemeente Eemsmond. De toevoeging van de haven werd fel bepleit door Groningen Seaports. De gemeente Eemsmond wilde de eindelijk goed florerende haven echter zelf houden en was niet bereid haar grondgebied op te splitsen. Zij pleitte voor een supergemeente voor heel Noord-Groningen. Delfzijl vreesde hierin een decentrale positie te krijgen en was hier op tegen, in tegenstelling tot Appingedam.
Eemsmond maakte zich in 2016 los van de overige drie en ging per 1 januari 2019, inclusief de Eemshaven, deel uitmaken van de fusiegemeente Het Hogeland. Daarom werd DEAL ontbonden en bleven de DAL- of ADL-gemeenten over.

### Besluit
Op 16 november 2017 spraken de drie gemeenteraden de intentie uit tot een gemeentelijke fusie. Op 12 januari 2018 maakten de ADL-gemeenten bekend dat zij op 1 januari 2021 gingen fuseren. Nadat het herindelingsontwerp op 29 november 2018 door de gemeenteraden was aangenomen, werd het officiële Herindelingsadvies in april 2019 aangeboden aan Gedeputeerde Staten van de provincie Groningen. Het wetsvoorstel tot samenvoeging van de drie gemeenten werd aangenomen door de Tweede Kamer op 22 april 2020 en door de Eerste Kamer op 7 juli 2020.

### Naam
Inwoners konden in februari 2019 kiezen uit drie namen:
- Eemsdelta - naar de Eemsmonding, hoewel het gebied geen rivierdelta is, maar een estuarium[7]
- Fivelgo - naar de streek Fivelingo waarin de gemeente ligt
- Marenland - naar de maren in het gebied.

Op 6 januari 2019 maakten de burgemeesters Anno Wietze Hiemstra, Gerard Beukema en Hans Engels de nieuwe gemeentenaam Eemsdelta bekend, waarop 67% van de stemmen was uitgebracht. Het opkomstpercentage was 42 procent.

## Politiek

### Gemeenteraad
De herindelingsverkiezing voor de gemeenteraad van Eemsdelta die op 1 januari 2021 aantrad, werd gehouden op 18 november 2020. Het opkomstpercentage was 44,21% van 37.271 kiesgerechtigden. De officiële uitslag werd op 20 november 2020 bekendgemaakt. Tijdens de eerste raadsvergadering op 4 januari 2021 werden de 29 raadsleden geïnstalleerd.
| Naam partij                | stemmen | %     | zetels |
| -------------------------- | ------- | ----- | ------ |
| Lokaal Belang Eemsdelta    | 5243    | 31,92 | 11     |
| PvdA                       | 2650    | 16,13 | 5      |
| ChristenUnie               | 1804    | 10,98 | 3      |
| VVD                        | 1693    | 10,31 | 3      |
| CDA                        | 1656    | 10,08 | 3      |
| Gemeentebelangen Eemsdelta | 1326    | 8,07  | 2      |
| GroenLinks                 | 953     | 5,8   | 2      |
| Jongerenpartij Eemsdelta   | 428     | 2,61  | 0      |
| Seniorenpartij Eemsdelta   | 403     | 2,45  | 0      |
| D66                        | 268     | 1,63  | 0      |
| Totaal                     | 16.424  | 100   | 29     |
| Opkomst                    | 44,2%   | 44,2% | 44,2%  |

De zetels van de bestuursmeerderheid worden hierboven vet aangegeven.

Voor oudere verkiezingsresultaten zie de gemeenten Appingedam, Delfzijl en Loppersum.

### Burgemeester
Van 1 januari 2021 tot 15 januari 2022 was de PvdA'er Gerard Beukema waarnemend burgemeester van Eemsdelta. Op 28 oktober 2021 droeg de raad de van Urk afkomstige Ben Visser (CU) voor aan de Kroon voor de benoeming tot burgemeester. De minister van Binnenlandse Zaken nam de voordracht over en de benoeming ging in op 15 januari 2022. Twee dagen later werd Visser geïnstalleerd.

### College van B & W
Voor de periode 2021-2026 werd onder het motto Samen werken aan onze toekomst een coalitieakkoord gesloten tussen Lokaal Belang Eemsdelta, ChristenUnie, VVD en CDA. Deze partijen vertegenwoordigen een meerderheid van 20 van de 29 raadszetels. Tijdens de eerste raadsvergadering op 4 januari 2021 werden de vijf wethouders geïnstalleerd.
Het college van burgemeester en wethouders bestaat uit:
| Naam                     | Functie            | Partij                  | Taken | Projecten |
| ------------------------ | ------------------ | ----------------------- | --- | --- |
| Ben Visser               | Burgemeester       | ChristenUnie            | Openbare orde, veiligheid en handhaving, Algemene bestuurlijke aangelegenheden en regionale samenwerking, Klantencontact, Voorlichting, communicatie en representatie, Personeel en organisatie, Informatieveiligheid en privacy, Minderheden | |
| Annalies Usmany-Dallinga | Wethouder          | Lokaal Belang Eemsdelta | 1e locoburgemeester, Ruimtelijke ordening en ontwikkellocaties, Wonen en welzijn, Volkshuisvesting, Versterkingsopgave, Nationaal Programma Groningen (NPG), Centrummanagement/stadspromotie                                                  | Ontwikkeling Eelwerd en Eendracht inclusief zorgtransitie Appingedam, Centrumontwikkeling Delfzijl zuid-oost, Perspectieflocaties |
| Jan Menninga             | Wethouder          | Lokaal Belang Eemsdelta | 2e locoburgemeester, Financiën en belastingen, Gebiedsregie/leefbaarheid, Sport, Vergunningverlening | Scholentransitie, Campusontwikkeling Appingedam, Wonen met een Plus, Marconi Delfzijl                                             |
| Meindert Joostens        | Wethouder          | ChristenUnie            | 3e locoburgemeester, Zorg, Wmo, Onderwijs (behalve Huisvesting), Kunst en cultuur, Participatie, Milieu/afval/duurzaamheid, Wadden (ontwikkeling kustgebied)                                                                                  | Zorgtransitie Delfzijl en Loppersum, Cultuurcluster Molenberg Delfzijl, Kustontwikkeling                                          |
| Hans Ronde               | Wethouder          | VVD                     | 4e locoburgemeester, Werk/participatie/inkomen, Economie, Verkeer en vervoer, Armoedebeleid, Energietransitie/klimaatadaptatie, Informatisering en automatisering, Inkoop/aanbesteding                                                        | Regionale Energie Strategie |
| Pier Prins               | Wethouder          | CDA                     | 5e locoburgemeester, Jeugdzorg, Vastgoed/grondexploitaties, Monumentenzorg, Toezicht/handhaving, Recreatie/toerisme, Landbouw/natuur, Beheer openbare ruimte (incl. begraafplaatsen)                                                          | Monumentencluster 't Zandt |
| Ronald Koch              | Gemeentesecretaris |                         | Adviseert het college | |

## Gemeentelijke huisvesting
De gemeentehuizen in Appingedam (Wilhelminaweg), Delfzijl (Johan van den Kornputplein) en Loppersum (Molenweg) zijn bij de gemeente Eemsdelta in gebruik gebleven. De raadsvergaderingen vinden plaats in het gemeentehuis te Delfzijl.

## Bevolkingsontwikkeling na WO-2
Eemsdelta is ontstaan uit de gemeenten Appingedam, Delfzijl en Loppersum. Het gebied kende een gestage groei tot in 1980 een hoogtepunt werd bereikt. Vanaf 1990 volgde een jarenlange bevolkingskrimp, zodat het aantal inwoners in 2023 weer op het niveau van 1960 was.
De drie gemeenten samen kenden in de naoorlogse periode de volgende bevolkingsontwikkeling:
- 1950 - 40 678 inwoners
- 1960 - 45 795 inwoners
- 1970 - 49 267 inwoners
- 1975 - 52 406 inwoners
- 1980 - 55 351 inwoners
- 1985 - 54 747 inwoners
- 1990 - 55 687 inwoners
- 1995 - 54 239 inwoners
- 2000 - 52 346 inwoners
- 2005 - 51 915 inwoners
- 2010 - 49 119 inwoners
- 2015 - 47 560 inwoners
- 2020 - 45 857 inwoners
- 2023 - 45 403	inwoners

(Bron: CBS Statline)

## Topografie

Topografisch kaartbeeld van de gemeente Eemsdelta, per september 2022.

| Aangrenzende gemeenten | Aangrenzende gemeenten | Aangrenzende gemeenten | Aangrenzende gemeenten | Aangrenzende gemeenten |
| ---------------------- | ---------------------- | ---------------------- | ---------------------- | ---------------------- |
| Het Hogeland           |                        |                        | Krummhörn (D)          | Emden (D)              |
|                        |                        |                        |                        |                        |
|                        |                        |                        |                        |                        |
|                        |                        |                        |                        |                        |
| Groningen              |                        | Midden-Groningen       |                        | Oldambt                |

## Monumenten en beelden
- Lijst van oorlogsmonumenten in Eemsdelta
- Lijst van rijksmonumenten in Eemsdelta
- Lijst van gemeentelijke monumenten in Eemsdelta
- Lijst van beelden in Eemsdelta

Eemsdelta · Groningen · Het Hogeland · Midden-Groningen · Oldambt · Pekela · Stadskanaal · Veendam · Westerkwartier · Westerwolde

Steden en dorpen · Voormalige gemeenten · Nederland: Provincies · Gemeenten
Groningen: Steden en dorpen      Nederland: Provincies · Gemeenten
Oost-Groningen · Delfzijl en omgeving · Overig Groningen · Noord-Friesland · Zuidwest-Friesland · Zuidoost-Friesland · Noord-Drenthe · Zuidoost-Drenthe · Zuidwest-Drenthe · Noord-Overijssel · Zuidwest-Overijssel · Twente · Veluwe · Achterhoek · Arnhem/Nijmegen · Zuidwest-Gelderland · Utrecht · Kop van Noord-Holland · Alkmaar en omgeving · IJmond · Agglomeratie Haarlem · Zaanstreek · Groot-Amsterdam · Het Gooi en Vechtstreek · Agglomeratie Leiden en Bollenstreek	 · Agglomeratie 's-Gravenhage · Delft en Westland · Oost-Zuid-Holland · Groot-Rijnmond · Zuidoost-Zuid-Holland · Zeeuws-Vlaanderen · Overig Zeeland · West-Noord-Brabant · Midden-Noord-Brabant · Noordoost-Noord-Brabant · Zuidoost-Noord-Brabant · Noord-Limburg · Midden-Limburg · Zuid-Limburg · Flevoland